# Jessica Klimkaitová
Jessica Klimkaitová (* 31. prosince 1996) je kanadská zápasnice – judistka.

## Sportovní kariéra
Vrcholově se připravuje v Montréalu národním tréninkovém centru INS Québec pod vedením Sashi Mehmedovice. V kanadské ženské reprezentaci se pohybuje od roku 2013 v lehké váze do 57 kg jako reprezentační dvojka za Catherine Beaucheminovou-Pinardovou. Od roku 2018 soupeří o post reprezentační jedničky s Christou Degučiovovu.

### Vítězství na mezinárodních turnajích
- 2016 – 1x světový pohár (Glasgow)
- 2018 – 1x světový pohár (Kano Cup)

## Výsledky
| Olympijské hry          |    |     |     | —  |     |     |  |  |  |  |  |  |  |  |  |  |  |  |  |  |  |  |  |
| Mistrovství světa       | —  | —   | —   |    | úč. | úč. |  |  |  |  |  |  |  |  |  |  |  |  |  |  |  |  |  |
| Panamerické hry         |    |     | —   |    |     |     |  |  |  |  |  |  |  |  |  |  |  |  |  |  |  |  |  |
| Panamerické mistrovství | 5. | —   | úč. | 5. | 1.  | 3.  |  |  |  |  |  |  |  |  |  |  |  |  |  |  |  |  |  |
| MS juniorů              | —  | úč. | úč. |    |     |     |  |  |  |  |  |  |  |  |  |  |  |  |  |  |  |  |  |
| MS dorostenců           | 1. |     |     |    |     |     |  |  |  |  |  |  |  |  |  |  |  |  |  |  |  |  |  |